# Biastes brevicornis
Biastes brevicornis ist eine Biene aus der Familie der Apidae.

## Merkmale
Die Bienen haben eine Körperlänge von 7 bis 8 Millimeter. Der Kopf und Thorax der Weibchen ist schwarz, der Hinterleib und teilweise die Schienen (Tibien) und die Tarsen rot. Der Scheitel ist hochgezogen und an der Hinterseite scharfkantig. Das Postscutellum ist mittig verdickt. Der Hinterleib ist mit Ausnahme von einem Haarfleck am Hinterrand des fünften Tergits unbehaart und grob punktförmig strukturiert. Die Männchen sind komplett schwarz und nahezu unbehaart, nur das dritte und vierte Sternite ist mit dichten, ausgedehnten Haarflecken versehen. Der Scheitel und das Postscutellum sind wie beim Weibchen ausgebildet. Das siebte Tergit hat eine breite Pygidialplatte.

## Vorkommen und Lebensweise
Die Art ist in Europa nördlich bis 55° nördliche Breite und in der Türkei verbreitet. Sie fliegt von Juni bis August. Die Art parasitiert Systropha curvicornis und Systropha planidens

## Belege
Felix Amiet, M. Herrmann, A. Müller, R. Neumeyer: Fauna Helvetica 20: Apidae 5. Centre Suisse de Cartographie de la Faune, 2007, ISBN 978-2-88414-032-4.